# Acid glioxilic
Acidul glioxilic sau acidul oxoacetic este un compus organic de tip acid carboxilic. Este un solid incolor. Derivații acestuia se numesc glioxilați.

## Structură
Acidul glioxilic conține o grupă aldehidică, însă compusul există de obicei sub formă de dimer ciclic sau de hidrat. În prezența apei, grupa carbonilică se convertește la un diol geminal (forma monohidratată), mai exact la acidul dihidroxiacetic, iar constanta de echilibru pentru formarea acestui acid în condiții normale are valoare K=300:
În soluție, forma monohidratată coexistă în echilibru cu forma de dimer hemiacetalic:
În formă pură, compusul prezintă un conformer majoritar cu structură ciclică, în care grupa aldehidă se află în apropierea hidrogenului din grupa carboxil, iar în stabilitatea structurii sunt implicate legături de hidrogen:

## Producere
Acidul glioxilic a fost obținut pentru prima dată în urma electrolizei acidului oxalic: se utilizau catozi de dioxid de plumb și acid sulfuric ca electrolit.
De asemenea, este eficientă și metoda de ozonoliză a acidului maleic.

## Proprietăți

### Aciditate
Acidul glioxilic este un acid mai tare decât acidul acetic, având o constantă de disociere de 4,7 * 10−4 (pKa = 3,32); prin ionizare, formează ionul glioxilat:
{\displaystyle {\ce {OCHCOOH <=> OCHCOO- + H+}}}

### Derivați fenolici
Acidul glioxilic suferă reacții de substituție electrofilă aromatică cu fenolii, care pot fi utilizate în sinteza organică. Prin reacția cu fenolul se obține acidul 4-hidroximandelic, care în reacția cu amoniacul produce hidroxifenilglicina (un precursor pentru amoxicilină). Prin reducere, acidul 4-hidroximandelic formează acidul 4-hidroxifenilacetic, care este un precursor pentru atenolol.
În același mod se poate obține și vanilina (și etilvanilina), plecând de la acidul glioxilic și guaiacol, urmată de reacții de oxidare și de decarboxilare. Acesta este un exemplu de reacție de formilare:
Pentru sinteza etilvanilinei se pleacă de la guaetol: